# Christoph Heinrich von Blankenstein
Christoph Heinrich von Blankenstein (* 2. Juni 1744 in Reinsdorf, Amt Heldrungen; † 5. März 1827) war ein kaiserlicher Generalmajor.

## Leben und Wirken
Wie sein älterer Bruder, der kaiserliche General Ernst von Blankenstein, war er ein Sohn aus der zweiten Ehe des Landesdeputierten und Leutnants Johann Christian von Blankenstein mit Johanna Amalia (geborene von Bendeleben; 8. Oktober 1712 – 29. Dezember 1774).
Freiherr von Blankenstein kam als Leutnant zu den Truppen von Anhalt-Zerbst. Am 18. Februar 1769 kaufte er eine Kapitänleutnantsstelle im Regiment und wurde am 1. Juni 1774 zum Hauptmann befördert. Er kämpfte im 8. Türkenkrieg und zeichnete sich wiederholt aus. Anschließend kämpfte er im Ersten Koalitionskrieg teil. Er kommandierte 1793 die 2. Grenadierkompanie und zeichnete sich am 4. Dezember in dem Gefecht bei Reichshofen besonders aus. Am 2. Februar 1793 wurde er zum 2. Major (Oberstwachtmeister) und am 16. März 1793 zum 1. Major befördert. Als solcher machte er die Feldzüge 1794 und 1795 mit. Am 20. Januar 1796 erfolgte seine Beförderung zum Oberstleutnant und Ernennung Kommandanten des 3. Bataillons. Das Bataillon führte er am 12. April 1796 bei Montenotte, am 14. und 15. April 1796 bei Dego, am 10. Mai 1796 bei Lodi, am 25. Mai 1796 bei Acqua Negra (Como), am 30. Mai bei Valeggio (Teil der Schlacht von Borghetto), am 17. Juni bei Artiglione, am 28. Juni am Monte Baldo, am 29. Juli bei Rivoli, am 5. August in der Schlacht bei Castiglione, am 3. September bei Mori (Teil der Schlacht bei Rovereto), am 4. September bei Ravazone, am 5. September bei Calliano und am 6. September bei Lavis.
In den letzteren Kämpfen geriet er in feindliche Gefangenschaft aber am 8. Oktober 1796 wurde er zum Oberst und Regimentskommandeur ernannt. Er führte dasselbe im Jahr 30. April 1799 im Gefecht bei Remüs,
am 2. Mai bei Süß und am 16. September bei Grossoucy. Am 2. Oktober 1799 erfolgte seine Ernennung zum Generalfeldwachtmeister, aber bereits im Februar 1800 ging Blankenstein in den Ruhestand.